# Elettra De Col
Elettra De Col (Pieve di Cadore, 8 dicembre 1987) è una giocatrice di curling italiana di Cortina d'Ampezzo, atleta del Curling Club Dolomiti.

## Carriera sportiva

### Nazionale
L'esordio con la maglia azzurra di De Col è stato nel 2004 quando entra a far parte della nazionale italiana junior femminile di curling. Con la nazionale junior Elettra partecipa a due campionati mondiali junior di curling e due Challenge Europei Junior (European Junior Challenge EJCH).
Nel 2005 partecipa al Festival Olimpico Europeo della Gioventù (European Youth Olympic Winter Festival EYOF) di Monthey con la nazionale italiana allievi di curling. In questo torneo Elettra ottiene il 4º posto.
Nel 2006 entra a far parte della nazionale italiana femminile di curling, con la quale vince una medaglia d'argento nel campionato europeo di curling disputato a Basilea (Svizzera). Questo è il miglior risultato che la nazionale italiana femminile abbia ottenuto, eguagliato solo nel 1982 dalla squadra capitanata da Maria Grazia Lacedelli. Oltre a questo risultato Elettra ha preso parte a tre campionati mondiali di curling e altri tre (oltre a Basilea 2006) campionati europei di curling.
Nel 2006 ha fatto parte della nazionale italiana misti di curling, vincendo una medaglia d'argento al campionato europeo misti di curling disputato a Claut (Italia). Questo è il miglior risultato mai ottenuto dalla nazionale italiana misti di curling.Oltre a questo risultato Elettra ha preso parte ad un altro europeo misto.
Nel 2007 Elettra partecipa alla XXIII Universiade invernale disputata a Torino. La squadra italiana si piazza al 5º posto.
In totale De Col vanta 98 presenze in azzurro, di cui 66 partite con la nazionale assoluta.
Il 5 gennaio 2006 sconfiggendo la squadra polacca per 13 a 0 partecipa alla miglior vittoria della nazionale italiana junior femminile di curling di sempre.
CAMPIONATI:
Nazionale assoluta
- Mondiali
  - 2007 Aomori ( Giappone) 12°
  - 2008 Vernon ( Canada) 11°
  - 2009 Gangneung ( Corea del Sud) 12°
- Europei
  - 2006 Basilea ( Svizzera) 2° 
  - 2007 Füssen ( Germania) 6°
  - 2008 Örnsköldsvik ( Svezia) 5°
  - 2009 Aberdeen ( Scozia) 9°

Nazionale junior
- Mondiali junior
  - 2004 Trois-Rivières ( Canada) 9°
  - 2007 Eveleth ( Stati Uniti) 10°
- Challeng europei junior
  - 2006 Praga ( Rep. Ceca) 3° (13° mondiale)
  - 2007 Copenaghen ( Danimarca) 1° (11° mondiale)

Nazionale allievi
- Festival olimpico europeo della gioventù
  - 2005 Monthey ( Svizzera) 4°

Nazionale misti
- Europei misti
  - 2006 Claut ( Italia) 2° 
  - 2012 Erfurt ( Turchia) 16°

Nazionale universitaria
- Universiadi invernali
  - 2007 Torino ( Italia) 5°

### Percentuale di gioco
Il campionato in cui è registrata la miglior prestazione di Elettra con la squadra nazionale è l'mondiale junior del 2004 disputato a Trois-Rivières. In questo caso c'è un'unica partita con percentuali registrata, contro la Scozia (persa 7-8) dove la precisione è dell'80%. Il campionato con la peggiore prestazione registrata è il mondiale del 2007 a Aomori. In questo campionato giocò con una percentuale media di precisione del 66%, toccando il minimo nella partita contro la Svizzera (persa 2-12) dove la precisione è stata del 55%.
- 2004 mondiale junior di Trois-Rivières, precisione: 80% (lead)
- 2007 universiadi invernali di Torino, precisione: 69% (second)
- 2007 mondiale junior di Aomori, precisione: 66% (second)
- 2008 mondiale di Vernon, precisione: 77% (second)
- 2009 mondiale di Gangneung, precisione: 74% (lead)
- 2009 europeo di Aberdeen, precisione: 67% (lead)

### Campionati italiani
Elettra è sette volte campionessa d'Italia, tre nella categoria assoluta, due di categoria junior e due di categoria misti. De Col ha anche vinto tre medaglie d'argento e una di bronzo nel campionato assoluto femminile:
- Italiani assoluti:
- Italiani junior:
- Italiani misti: